# Giro di Toscana 1988
Il Giro di Toscana 1988, sessantaduesima edizione della corsa, si svolse il 14 maggio su un percorso di 233 km, con partenza a Firenze e arrivo ad Arezzo. Fu vinto dallo statunitense Ron Kiefel della 7-Eleven-Hoonved davanti agli italiani Silvano Contini e Daniele Pizzol.

## Ordine d'arrivo (Top 10)
| Pos. | Corridore                | Squadra                | Tempo    |
| ---- | ------------------------ | ---------------------- | -------- |
| 1    | Ron Kiefel               | 7-Eleven-Hoonved       | 6h15'37" |
| 2    | Silvano Contini          | Malvor-Sidi            |          |
| 3    | Daniele Pizzol           | Malvor-Sidi            |          |
| 4    | Helmut Wechselberger     | Malvor-Sidi            |          |
| 5    | Marco Saligari           | Ariostea-Gres          |          |
| 6    | Franco Chioccioli        | Del Tongo-Colnago      |          |
| 7    | Gianbattista Baronchelli | Pepsi Cola-FNT-Fanini  |          |
| 8    | Roberto Conti            | Selca-Ciclolinea-Conti |          |
| 9    | Marino Amadori           | Alfa Lum-Legnano       |          |
| 10   | Maurizio Vandelli        | Atala-Ofmega           |          |